# Reutov
Reutov (en ruso Ре́утов) es una ciudad del óblast de Moscú en Rusia. Se encuentra ubicada al este de Moscú, su población según estimativas del censo de 2010 es de 87 195 habitantes.
Desde 1955, Reutov alberga la NPO Mashinostroyeniya, previamente conocida como Oficina de Diseño Experimental de la URSS #52, donde tiene lugar el desarrollo de varios satélites espaciales robotizados y tripulados, ICBMs, y misiles de crucero; durante mucho tiempo su director fue Vladimir Chelomey.

## Ciudades Hermanadas
- Mansfield, Reino Unido.
- Nesvizh, Bielorrusia,